# Schidax anosectaria
Schidax anosectaria är en fjärilsart som beskrevs av Achille Guenée 1857. Schidax anosectaria ingår i släktet Schidax och familjen Uraniidae. Inga underarter finns listade.